# Headset

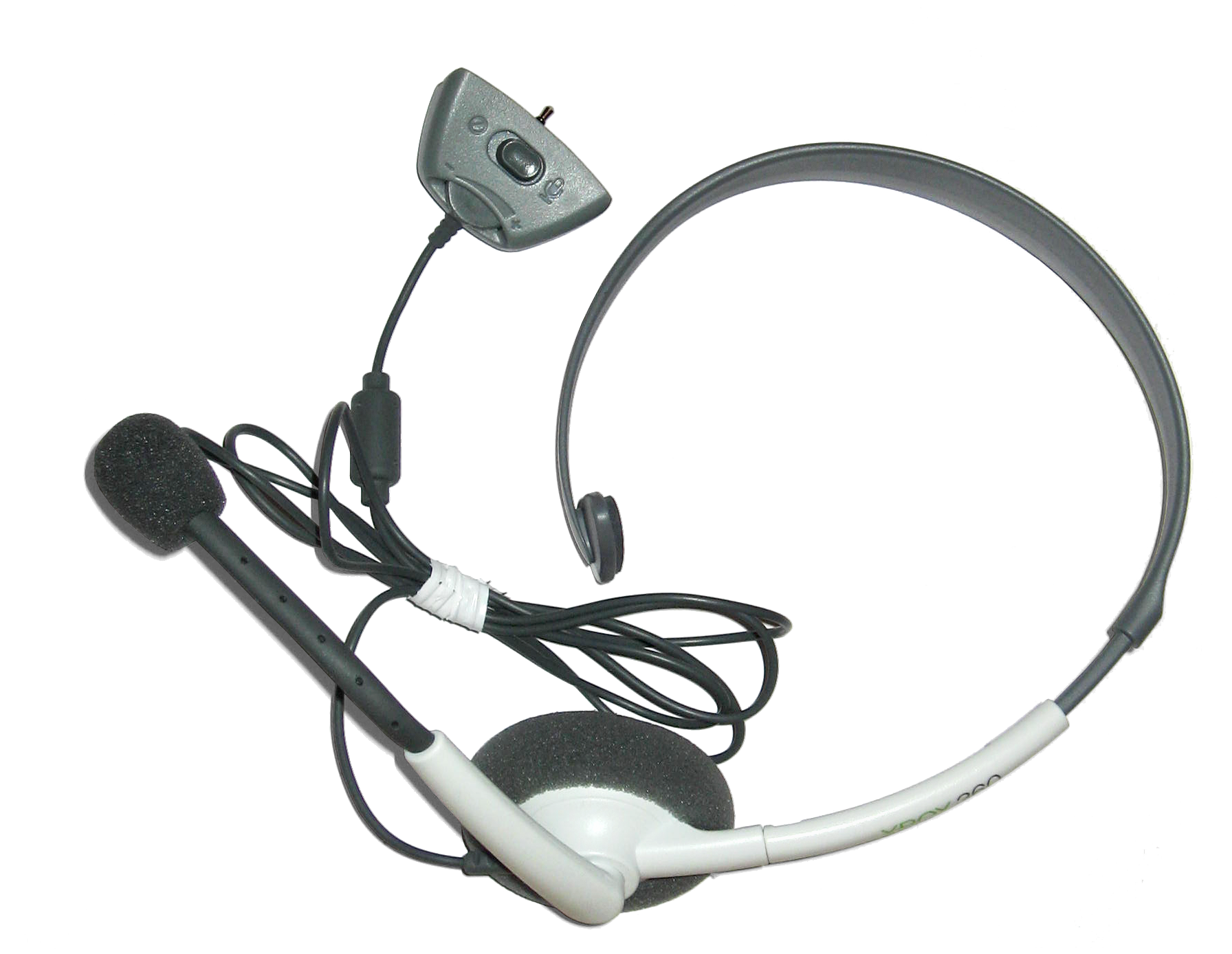
En mikrofonlur till Xbox 360.

Ett headset eller en mikrofonlur är hörlurar med en mikrofon. Mikrofonen återfinns ofta på en arm som sticker ut från, i de flesta fall, den vänstra sidan av headsetet men kan även vara fäst på sladden men den kan vara trådlös också.